# Citrus erythrosa
Espèce
Citrus erythrosa, Orange du Japon à peau rouge, mandarine Sun Chu Sha Kat est une petite population de mandarine chinoise qui doit son nom à sa couleur rouge-orangé vif.

## Dénomination
Citrus erythrosa Hort. ex Tanaka (1927) = Citrus erythrosa Yu.Tanaka qui signifie agrume rouge (grec ancien ἐρυθρός (érythros) rouge). Il est donné comme synonyme de Citrus reticulata Blanco la mandarine mais il en est un clade différent quoique proche.
Tanaka donne comme nom Shu sha kitsu, (Sonohara et al., I.e. 81, 1952), Sun Chu Sha Kat est fréquent, le nom vernaculaire japonais est  コベニミカン (Kobeni mikan) 余橘、朱橘 (Yú jú, zhū jú). Tanaka plaçait C. erythrosa comme un témoin de la migration des agrumes ancestraux de l'Inde vers la Chine. Scientia Agricultura Sinica (2009) donne 2 noms chinois : 冰糖橘 (Bīngtáng jú) et 桂平朱砂橘 (Guìpíng zhūshā jú) mandarine cinabre et des synonymes 砂糖橘，八月橘，十月橘 (Shātáng jú, bā yuè jú, shí yuè jú) mandarine d'aout, mandarine d'octobre, elle est dans cette nomenclature une variété de Citrus reticulata Blanco cv. Shiyue Ju (Ju signifie mandarine). 朱砂橘 (Zhūshā jú) orange cinabre est commun[réf. nécessaire].
On trouve aussi (Franck Curk et al. 2016) Citrus erythrosa : Fuzhu mandarin (translittération de zhū jú) et San Hu Hong Chu mandarin.

## Histoire
Guohong Albert Wu et al. (2020) écrivent que Sun Chu Sha Kat « est un ancien cultivar chinois, une petite mandarine acidulée couramment cultivée en Chine et au Japon, et également trouvé en Assam. Ce cultivar est probablement décrit dans la monographie Chü Lu de Han Yen-Chih en 1178, qui comprend des références aux agrumes cultivés sous le règne de l’empereur Ta Yu (2205-2197 av. J.-C.). 16 de ces 28 mandarines appartiennent aux mandarines de type 2, qui contiennent une petite quantité de mélange de pomelo ». Han-yen-Chih écrit encore que la couleur de l'écorce est d'un rouge saturé et que la plante aime les sols sablonneux ce qui a été confirmé par les horticulteurs de Floride.
Son existence en Corée semble attestée sous la dynastie Joseon, le fruit était donné au roi. Un pasteur de Jeju décrit ce don en 1702.

### Phylogénie
L'introgression par C. maxima a été trouvée chez 10 des 14 mandariniers étudiés par Franck Curk et al. (2014) dont les mandarines Willowleaf (C. deliciosa) et Ponkan, les 4 manquantes sont Cleopatra, Sunki, Sun Chu Sha et Nanfengmiju - principalement utilisées comme porte-greffe -. L'ensemble forme un clade particulier « probablement pas géniteur des mandarines cultivées modernes» écrivent-ils. Une première phylogénie est donnée en 2018 par Guohong Albert Wu et al. Les mandarines sont divisées en 3 types, et Sun Chu Sha Kat est classée dans le type 1, purs C. reticulata sans aucune preuve de mélange interspécifique aux côtés de C tachibana dont elle diverge au début du Pléistocène. En 2019 un séquençage complet de Huishui Jin  jú est publié à Guiyang.

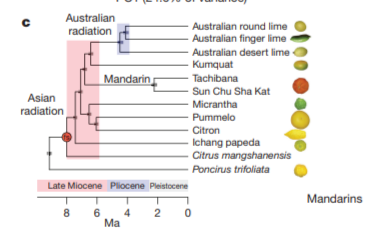
Phylogénie de Sun Chu Sha Kat (2016) chez Wu et al.

Le séquençage complet du Citrus erythrosa coréen 동정귤 (dongjeong-gyul) est réalisé en 2022, l'analyse phylogénétique montre que C. erythrosa est un groupe frère du clade d'espèces comprenant C. reticulata et C. maxima avec une divergence très ancienne dans l'histoire de Citrus, juste postérieure à celle de Citrus platymamma. Les études antérieures hésitaient sur une introgression de C. maxima chez C. erythrosa et chez C. kinokuni (Curk et al., 2015 ; Oueslati et al., 2017 ). 

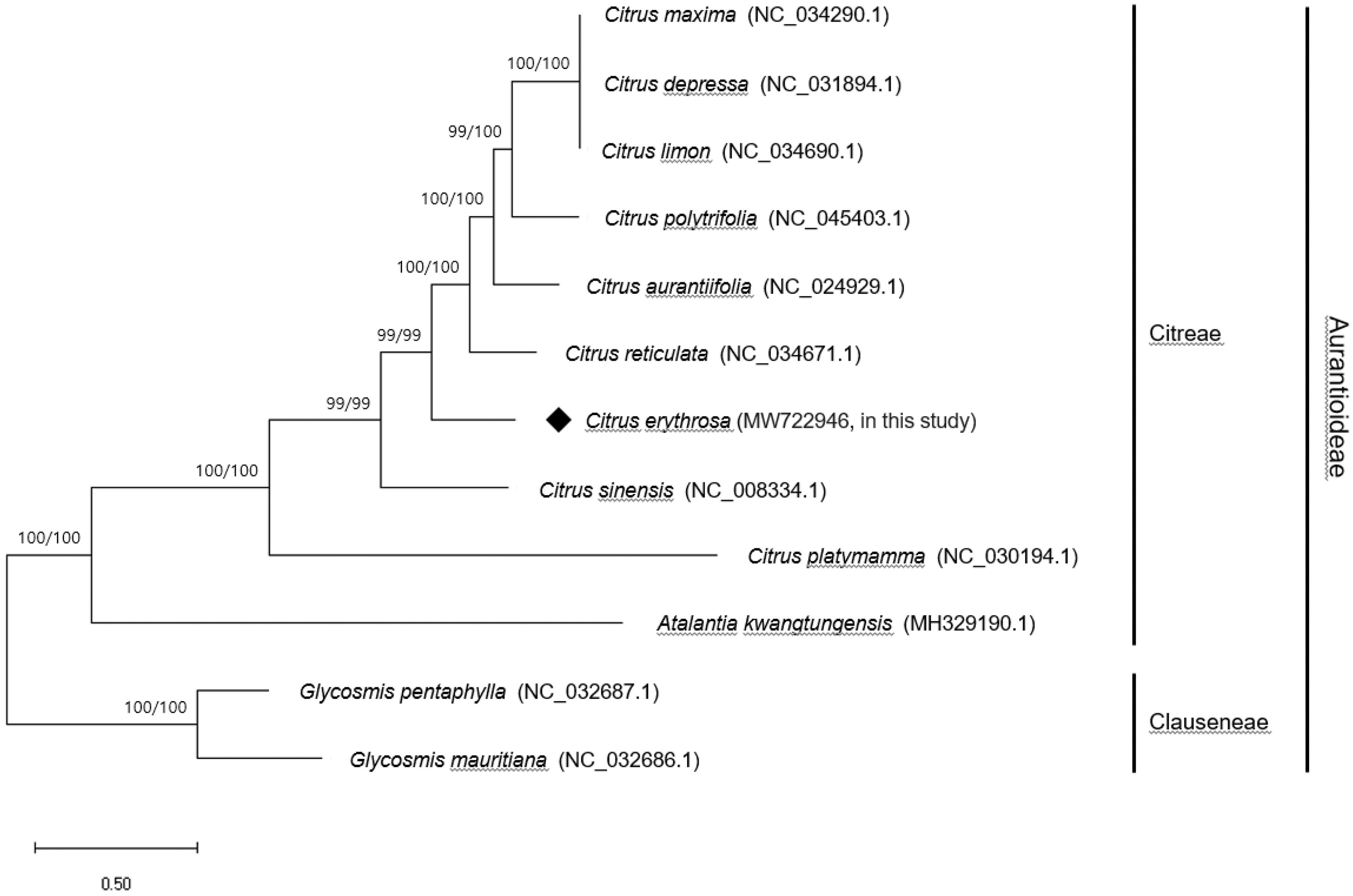
Chez Seung Chul Shina et al. la séquence complète du génome chloroplastique d'un C. erythrosa coréen (losange noir) permet de les classer comme un clade distinct de C. reticulata

### Descendance
- Zàojù (C. compressa ou C. subcompressa selon les auteurs) est un hybride de Kishuu mikan (C. kinokuni hort ex. Tanaka) × Kobeni mikan (C. erythrosa hort. ex Tanaka)[17]. Ce fruit a une teneur très élevée en nobilétine (0,6 %) flavone polyméthoxylée[18].
- Sun-Chu-Sha est donnée pour génitrice du Rangpur (Citrus limonia).

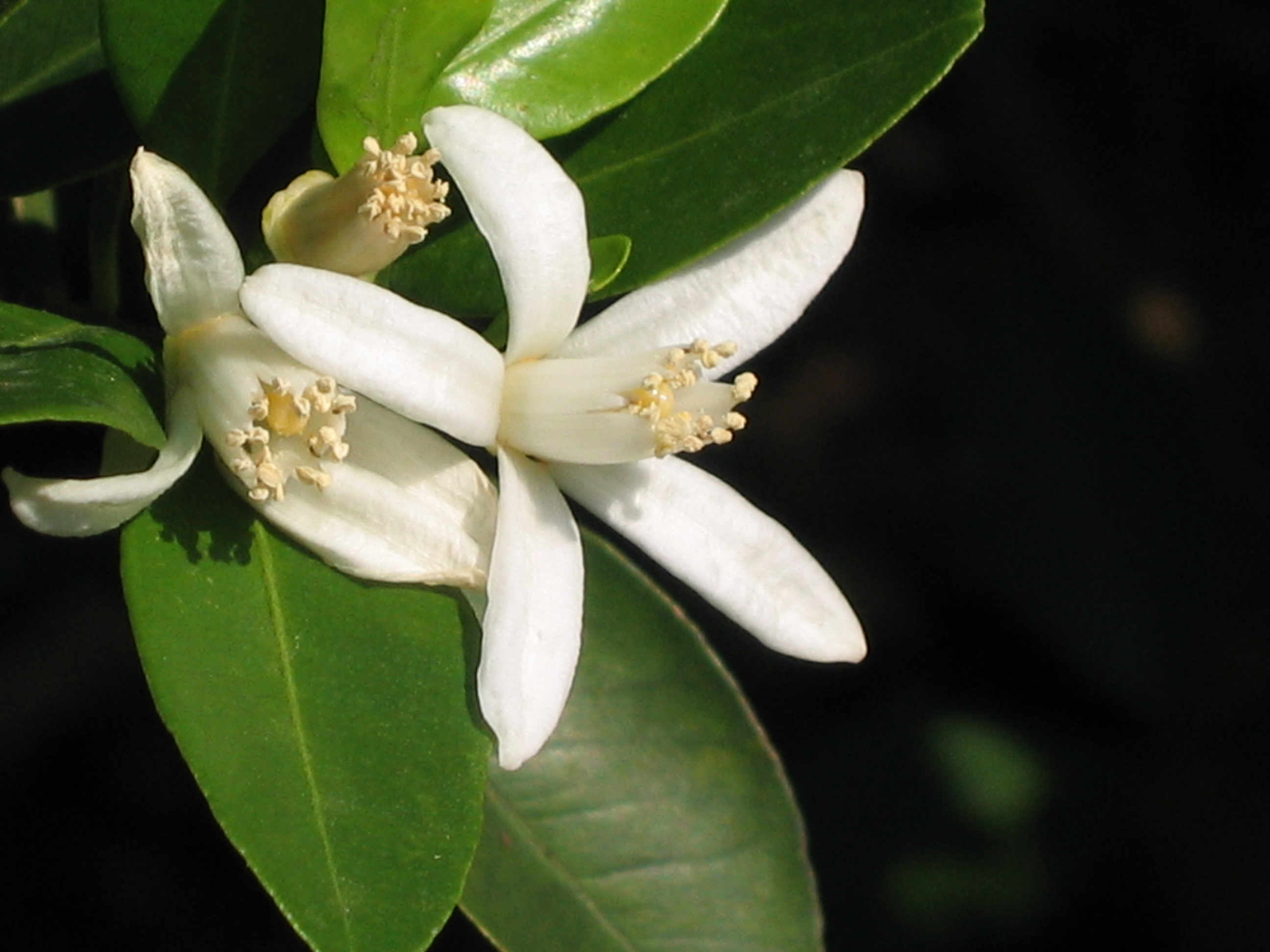
Fleur de Citrus erythrosa au Taipo Waterfront Park de Hong Kong

## Description
Fleurs solitaires ou en grappes de 2 à 3 fleurs. Le fruit est aplati ou sphérique haut de 3,5 à 3,8 cm, et large 4,5 cm, l'exocarpe est rugueux et  rouge vif tirant sur l'orangé. La pulpe est rougissante et comestible[réf. souhaitée].
L'arbre doit être cultivé dans un sol drainant, il apprécie le sable.

## Usage
Cette petite mandarine très décorative est en Chine un fruit porte-bonheur, cadeau qui porte chance du jour de l'an, il est signe de prospérité. Le second usage est alimentaire. L'arbre est apprécié dans les jardins[Quoi ?].
Sun-Chu-Sha-Kat est résistante au CTV c'est pourquoi son usage comme porte-greffe a été tenté aux USA.
La médecine traditionnelle asiatique attribue à C. erythrosa des effets protecteurs gastriques, antiulcéreux, hypocholestérolémiants et anticancéreux (Zhang et al. 2007). Un travail coréen a montré que l'activité anti-oxydante de C. erythrosa est supérieure à celle de C. leiocarpa.